# 12192 Gregbollendonk
12192 Gregbollendonk è un asteroide della fascia principale. Scoperto nel 1978, presenta un'orbita caratterizzata da un semiasse maggiore pari a 3,0855885 au e da un'eccentricità di 0,1205191, inclinata di 1,26574° rispetto all'eclittica.